# Chapelle Sainte-Croix de Sospel
La chapelle Sainte-Croix, ou chapelle des Pénitents blancs, est une chapelle de style baroque du XVIIe siècle dédiée à la Sainte-Croix, place Sainte-Croix, à Sospel dans les Alpes-Maritimes. L'édifice est inscrit au titre des monuments historiques le 10 décembre 1949.

## Historique

### La confrérie des Pénitents blancs de Sospel
La confrérie des Pénitents blancs de Sospel a été fondée en 1398, probablement sur le modèle de la confrérie de Saint-Antoine crée à Gênes le 20 mars 1306. Cette dernière confrérie a servi de modèles aux premières confréries fondées en Ligurie et en Provence.
En 1480, les biens possédés par la confrérie à Sospel et autour sont importants.
En 1518, la confrérie fusionne avec celle de sainte-Catherine. C'est alors une confrérie mixte. 
Les revenus de la confrérie en 1754 sont de 164 lires, bien plus importants que ceux des autres confréries.
C'est la plus importante des confréries de pénitents de Sospel. L'enquête de 1809 montre qu'elle a alors 350 membres. Aujourd'hui, la confrérie est toujours une confrérie mixte et compte encore 25 membres.

### La chapelle Sainte-Croix
Le 19 octobre 1518, la confrérie acquiert de l'abbaye Saint-Pons l'église Saint-Nicolas. Conformément à l'accord passé, l'église est réparée et agrandie. L'église Saint-Nicolas était un prieuré dépendant de l'abbaye Saint-Pons. Le prieuré est cité pour la première fois en 1247, dans une bulle du pape Innocent IV. Une charte de Saint-Pons de 1370 indique qu'il est annexé au prieuré de l'Escarène. 
Elle sert aussi d'église pour les habitants du quartier, même s'ils ne sont pas membres de la confrérie.
L'église est reconstruite au XVIIe siècle en ne conservant que l'abside romane et son cul-de-four. Le clocher triangulaire a été construit au XVIIIe siècle
Le décor de la chapelle a été refait en 1833 mais en conservant le style baroque et en restaurant les médaillons du XVIIIe siècle.

## Mobilier
Le tableau Piéta des Pénitents blancs se trouve aujourd'hui dans l'église Saint-Michel.